# Граберщак
Граберщак (хорв. Graberšćak) — населений пункт у Хорватії, у Загребській жупанії у складі міста Врбовець.

## Населення
Населення за даними перепису 2011 року становило 87 осіб.
Динаміка чисельності населення поселення:

## Клімат
Середня річна температура становить 10,47 °C, середня максимальна – 24,92 °C, а середня мінімальна – -6,18 °C. Середня річна кількість опадів – 817 мм.
| Клімат поселення                              | Клімат поселення | Клімат поселення | Клімат поселення | Клімат поселення | Клімат поселення | Клімат поселення | Клімат поселення | Клімат поселення | Клімат поселення | Клімат поселення | Клімат поселення | Клімат поселення | Клімат поселення |
| Показник                                      | Січ.             | Лют.             | Бер.             | Квіт.            | Трав.            | Черв.            | Лип.             | Серп.            | Вер.             | Жовт.            | Лист.            | Груд.            |                  |
| Середній максимум, °C                         | 5,88             | 7,98             | 12,50            | 16,55            | 21,74            | 24,92            | 24,25            | 23,65            | 19,67            | 14,48            | 8,93             | 4,72             |                  |
| Середня температура, °C                       | −0,17            | 1,97             | 6,48             | 10,51            | 15,72            | 18,90            | 20,33            | 19,75            | 15,75            | 10,56            | 5,00             | 0,81             |                  |
| Середній мінімум, °C                          | −6,18            | −4,05            | 0,44             | 4,49             | 9,68             | 12,86            | 16,40            | 15,83            | 11,85            | 6,64             | 1,09             | −3,12            |                  |
| Норма опадів, мм                              | 43               | 43               | 52               | 62               | 74               | 93               | 77               | 78               | 76               | 78               | 80               | 61               |                  |
| Середньомісячна швидкість вітру, м/с          | 2.00             | 2.23             | 2.60             | 2.50             | 2.31             | 2.10             | 2.05             | 1.88             | 1.90             | 1.94             | 2.05             | 2.04             |                  |
| Середньомісячна сонячна радіація, кДж/м²·день | 4054             | 6858             | 10573            | 15011            | 19154            | 20928            | 21909            | 19099            | 14172            | 8694             | 4551             | 3292             |                  |
| --------------------------------------------- | ---------------- | ---------------- | ---------------- | ---------------- | ---------------- | ---------------- | ---------------- | ---------------- | ---------------- | ---------------- | ---------------- | ---------------- | ---------------- |
| Джерело:                                      |                  |                  |                  |                  |                  |                  |                  |                  |                  |                  |                  |                  |                  |